# Flash de deux mondes
« Flash de Deux Mondes! » ou « Flash des Deux Mondes! » (Flash of Two Worlds!) est une pierre angulaire dans les comics et qui a été publié dans The Flash n°123 (septembre 1961). Il introduit la Terre-Deux et plus généralement le concept de multivers chez DC Comics. L'histoire a été écrite par Gardner Fox sous l'orientation éditoriale de Julius Schwartz (dont l'autobiographie a été intitulée Man of Two Worlds) et illustrée par Carmine Infantino. En 2009, DC Comics a publié DC Comics Classics Library: The Flash of Two Worlds, un roman graphique dans une nouvelle collection remastérisée. Il dispose de l'histoire vedette et d'autres éléments d'avant la Crise sur le Flash.

## Résumé
Lors d'un événement de charité organisé par Iris West, le Flash effectue des tours basés sur la super-vitesse pour amuser les enfants, comme le magicien prévu n'est pas venu. En recréant le tour de la corde indienne (en), le Flash commence à faire vibrer ses molécules quand, tout à coup, il disparaît de la scène. Il se retrouve à l'extérieur, à proximité d'une ville inconnue qui s'avère être Keystone City, la maison du Flash de l'Âge d'Or. Keystone City est située sur la Terre-Deux (sans nom précis dans cette histoire), une Terre d'un univers parallèle. Dans le monde de Barry Allen, le Flash de l'Âge d'Or est connu pour être un personnage fictif de bande dessinée. Barry cherche Jay Garrick dans l'annuaire téléphonique et se présente devant son aîné. Sur cette Terre, Jay a pris sa retraite en tant que Flash des années plus tôt, l'année où sa bande dessinée a été annulée sur Terre-Un, et a épousé sa petite amie de longue date, Joan Williams. Barry affirme que les pensées de Gardner Fox doivent avoir été synchronisées avec les événements de la Terre-Deux. 
Jay Garrick reprend son costume de Flash et avec Barry tente de stopper trois crimes. Ces vols ont été commis par trois anciens adversaires de Jay : Fiddler (en), Shade (en) et Thinker qui ont uni leurs forces. Les Flash tentent de les stopper séparément mais échouent. Ils font alors équipe pour stopper le Fiddler et sauvent un homme de la chute d'une poutre d'acier.
Shade et Thinker se rencontrent et réalisent qu'il y a deux Flash. Ils se dépêchent de prévenir Fiddler de la tournure des événements, mais le Fiddler a déjà réussi à arrêter les Flash grâce à ses pouvoirs sur la musique. Il contrôle les deux bolides et les pousse à commettre des vols pour lui. Au moment où le trio va s'enfuir avec son butin, les deux Flash les capturent. Il s'avère qu'ils avaient mis des petits bijoux dans leurs oreilles pour bloquer le contrôle mental de la musique du Fiddler, puis ont joué le jeu dans le but de tromper les criminels. Barry retourne sur sa Terre après que Jay ai annoncé qu'il sort de sa retraite et continuera à être le Flash de son monde.

## Conséquences
Le succès de « Flash de Deux Mondes » a encouragé DC à relancer de nombreux personnages de son Âge d'Or. Finalement, les crossovers entre les deux Terres allaient devenir un évènement annuel dans le comics Justice League of America, en commençant avec le numéro 21, « Crisis on Earth-One! » (août 1963), et qui culmine en 1985 lors de la mini-série Crisis on Infinite Earths.
La couverture elle-même est devenue une image emblématique et a été reprise sur de nombreuses couvertures notamment Flash vol. 1 n°147 (septembre 1964), Dark Horse Presents n°67 (novembre 1992), Flash vol. 2 n°123 (mars 1997), Impulse n°70 (mars 2001), Flash Rebirth n°5 (janvier 2010) et The Flash n°9 (octobre 2016) dans le cadre du Rebirth. 
En 2004, une copie presque neuve de The Flash n°123 fut vendue lors d'une vente aux enchères pour 83 000 $.
Dans Final Crisis n°2 (août 2008), le lieu de cette histoire est revisité par Wally West (le troisième Flash) et Jay Garrick (le premier Flash), mais c'est devenu un ancien bar à strip-tease abandonné. Plus tard, dans le même numéro, il devient l'emplacement du retour de Barry Allen (le deuxième Flash), revu pour la première fois depuis sa mort apparente dans Crisis on Infinite Earths n°8 (novembre 1985).

## Autres médias
La bande dessinée est présente dans « Le Grillon des champs (The Jiminy Conjecture) », épisode 2 de la saison 3 de The Big Bang Theory. C'est la bande dessinée que Sheldon perd lors d'un pari avec Howard, et il peut être vu la tenant vers la conclusion de l'épisode.
Le concept que le Flash de l'Âge d'Or est un personnage de bande dessinée sur la Terre de l'Âge d'Argent, et que son départ à la retraite sur sa Terre coïncide avec l'annulation de sa série, est réutilisé dans « Legends », un récit en deux parties de La Ligue des justiciers (épisodes 18 et 19). Il présente l'équipe de la Ligue rendant visite à la réalité de l'Âge d'Or et rencontrant la "Guilde de Justice d’Amérique", une équipe similaire à la Société de justice d'Amérique qui serait en fait des personnages de bande dessinée. John Stewart dit que la bande dessinée de la série a été annulée et la Ligue en déduit plus tard que cela s'est produit lorsque l'équipe a été tuée dans leur chronologie.
L'épisode intitulé « Flash of Two Worlds » de la saison 2 de The Flash (L'Autre Monde en français) utilise le titre de l'histoire originale. Il contient également une brève scène qui rappelle la couverture, lorsque les deux Flash courent autour d'un mur de brique pour vérifier la santé d'un otage après un combat. Dans la série, les situations de Barry et Jay sont inversées : Jay (qui est en fait Zoom) se retrouve échoué sur Terre 1, alors que dans la bande dessinée c'est Barry qui arrive sur Terre 2 (même s'il est capable de repartir à la fin).

## Récompenses
Le numéro sera récompensé du Prix Alley de 1961 pour la Meilleure Couverture (Best Cover), la Meilleure Histoire (Best Story) et le Meilleur Numéro (Best Single Issue).

## Publications
« Flash de Deux Mondes » a été disponible en langue française dès 1962 dans les magazines de poche d'Artima : Flash no 41. Par contre, il faudra attendre l'édition de DC Comics Anthologie par Urban Comics en 2012 pour retrouver le récit.